# Messor valentinae
Messor valentinae är en myrart som beskrevs av Arnol'di 1969. Messor valentinae ingår i släktet Messor och familjen myror. Inga underarter finns listade i Catalogue of Life.